# Concierto para piano n.º 4 (Rubinstein)
El concierto para piano n.º 4, en re menor, op. 70, de Antón Rubinstein es un concierto romántico que fue en su momento uno de los más estimados y estaba en el repertorio de virtuosos del piano como Serguéi Rajmáninov e Ignacy Jan Paderewski.
Anton Rubinstein escribió cinco conciertos y éste lo compuso en 1864. Publicó dos revisiones de la obra y una versión final en 1872. El concierto está dedicado al violinista Ferdinand David.
El concierto está estructurado en tres movimientos:
1. Moderato assai
2. Andante
3. Allegro

En el tercer movimiento el compositor usó una danza que recuerda a la cracovienne (Krakowiak), original de la región de Cracovia.